# Salamandroidea
Salamandroidea zijn de grootste onderorde van de salamanders, van de ongeveer 650 soorten behoort zo'n 90% tot de Salamandroidea.
De ongeveer 600 soorten worden verdeeld in 7 families, waartoe de meeste bekendere soorten behoren, zoals alle Europese salamanders. Tussen de verschillende families zijn echter grote verschillen in bouw en levenswijze, de olmachtigen zijn goed gecamoufleerd en leven permanent in koude beken of grotten, de molsalamanders zijn vaak bont gekleurd, leven in warmere streken en komen nooit in het water.

## Taxonomie
Onderorde Salamandroidea
- Familie Echte salamanders (Ambystomatidae)
- Familie Aalsalamanders (Amphiumidae)
- Familie Longloze salamanders (Plethodontidae)
- Familie Olmachtigen (Proteidae)
- Familie Olympusbergsalamanders (Rhyacotritonidae)
- Familie Echte salamanders (Salamandridae)
- Familie Sirenen (Sirenidae)

Aziatische landsalamanders · Reuzensalamanders · Aalsalamanders · Echte salamanders · Olmachtigen · Longloze salamanders · Molsalamanders · Olympusbergsalamanders · Sirenen